# Дракон (подводная лодка)
«Дракон» — подводная лодка типа «Кайман», входила в состав Российского Императорского флота.

## История
«Дракон» был заложен на верфи завода «В. Крейтон и К°» на Охте в Санкт-Петербурге в октябре 1905 года. В 1907 году зачислена в списки флота, 14 (27) июня 1908 года спущена на воду. С сентября 1908 года проходила испытания с достройкой, в ноябре 1909 года официально принята в казну, но до августа 1911 года дорабатывалась, испытывалась и доделывалась. Достройка усугубилась взрывом паров бензина, произошедшим 1 августа 1909 года и задержавшим строительство ещё почти на год. 30 ноября 1911 года введена в строй.
Фактически начала службу с 1912 года. Начало Первой мировой войны встретила в Ревеле (Таллине) в составе 2-го дивизиона подводных лодок. За годы войны совершила 26 боевых походов, выполнила 5 торпедных атак с запуском 11 торпед.